# Arteria thoracica lateralis

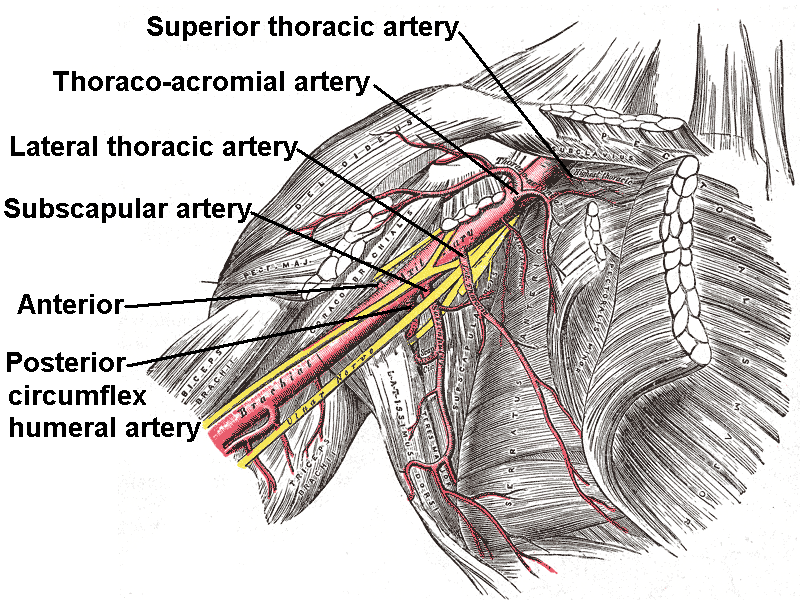
Äste der A. axillaris

Die Arteria thoracica lateralis („seitliche Brustkorbarterie“) ist eine Schlagader des Brustkorbs. Ihre Begleitvene ist die Vena thoracica lateralis.
Die Arteria thoracica lateralis entspringt der Arteria axillaris und zieht am seitlichen Rand des Musculus pectoralis minor und anschließend an den Ursprungszacken des Musculus serratus anterior entlang. Sie versorgt zudem Musculi pectoralis major, pectoralis minor, serratus anterior und die Achsellymphknoten. Über ihre Rami mammarii laterales versorgt sie auch die weibliche Brust.
Die Arteria thoracica lateralis ist variabel und kann doppelt angelegt sein oder auch ganz fehlen. In letzterem Fall übernehmen Arteria subscapularis oder Arteria thoracodorsalis ihr Versorgungsgebiet.